# Cabrils
Cabrils és un municipi de la comarca del Maresme. Se situa entre els municipis de Vilassar de Mar, Vilassar de Dalt, Òrrius, Argentona i Cabrera de Mar, i a uns deu quilòmetres de Mataró, capital de la comarca. Cabrils està envoltat pels turons d'en Cirers i de Montcabrer, entre abundants pinedes i alzinars. Predomina la funció residencial amb una quantitat considerable d'urbanitzacions.
|                  | Òrrius          | Argentona      |
| Vilassar de Dalt |                 | Cabrera de Mar |
|                  | Vilassar de Mar |                |

## Símbols
L'escut oficial té el següent blasonament: Escut caironat: d'atzur, un mont d'or de 3 cims movent de la punta somat al cim central "més alt" d'una creu llatina tripuntada de sable. Per timbre, una corona mural de poble. Va ser aprovat el 7 de març del 2003 i publicat al DOGC l'1 d'abril del mateix any amb el número 3855. Les muntanyes representen la serra de Montcabrer, al peu de la qual s'aixeca el poble. El turó principal de la serra està dominat per una gran creu, originalment de fusta i ara de ferro, documentada ja des del segle xvii.

## Història cabrilenca

### Època Vilassarenca (segle X fins a l'any 1704)
El lloc de Cabrils s'esmenta des del 1037 com a part de la jurisdicció del veí castell de Vilassar fins al 1821, quan aconseguí ser municipi independent amb administració pròpia. Eclesiàsticament depenia de Sant Genís de Vilassar fins al 1779, quan l'església de la Santa Creu assolí la categoria de parròquia.

### La Revolta Cabrilenca (1704 - 1821)

#### Els fets de Can Francesc Fèlix (avui Ca la Rosa)[4]
Aquesta casa, una de les més antigues de Cabrils, té un directe protagonisme amb el motiu o malnom que els pobles veïns donen als habitants de la nostra població, i també amb un fet que podríem dir que va incidir decisivament en la independència de Cabrils envers Vilassar de Dalt.
Un antic costum d'aquestes contrades era anomenar la gent natural d'alguns pobles amb un motiu que els caracteritzava per algun fet peculiar ocorregut en els límits del terme.

### L'època industrial (1821-1960)
La població havia estat estacionària des del segle xix i fins als anys seixanta, quan augmentà la funció d'estiueig i de la construcció de segones residències.

### El poble residencial (1960-actualitat)
El 16 de juny de 2007 per primera vegada a la història el municipi va tenir com a alcaldessa una dona.

## Cultura

### Les festes
- Festa Major de la Santa Creu: 3 de maig i de Santa Helena: 18 d'agost
- Els Tres Tombs, per Sant Antoni
- Catifes de flors per Corpus
- Mostra gastronòmica, comercial i d'artesans a l'agost

### Gegants
Els Gegants de Cabrils es diuen Cristòfol i Helena, fan 3,6 i 3,55 metres d'alçada, construïts per el mestre Mataroní Josep Cardona i estrenats l'any 1985.
Més informació:
A finals dels anys 70 (1978 – 1979), Cabrils va estrenar gegants. Eren uns gegants fets per la mainada de l'Escola Tolrà del poble i dirigits per la mestra Pepita Justícia. Aquesta parella sortia per les festes de la vila amb l'ajuda d'infants i pares. L'any 1984 es va decidir de fer una parella de gegants nova; i així va ser, que després de mirar diversos constructors, la Comissió de Festes va decidir de demanar fer els gegants a Manel Cardona, en Nona, de Mataró. Els gegants anteriors varen ser destruïts.
Durant la Festa major de Santa Elena de 1984, es va realitzar una tómbola per aconseguir diners i així poder pagar el constructor. El 5 de maig de 1985 es va estrenar i batejar la parella de gegants nous amb els noms de Cristòfol i Helena i els seus padrins varen ser en Lluís de Vilassar de Dalt i la Senyora de Burriac d'Argentona.
La tradició 
gegantera va omplir Cabrils durant 3 anys però, per desavinences entre geganters va fer que els gegants, amb un petit grup de portants, quedessin relegats només a sortir per Cabrils. L'any 2002 però, els Geganters de Cabrils varen decidir de tornar a organitzar una trobada per la Festa Major de Santa Creu i aquell any realitzaren quatre sortides fora de Cabrils.
Representen els senyors del poble de Cabrils. El nom de la geganta, Helena, prové de la copatrona de Cabrils, i el nom del gegant, Cristòfol, prové d'una ermita romànica que es troba dins el terme municipal.

### Entitats
- Associació de Voluntaris Bona Terra
- Amics de Cabrils
- Societat La Concòrdia, fundada el maig de 1891

## Patrimoni
- Ermita de Sant Cristòfol, d'estil preromànic, a la vora del veïnat del Sant Crist, pròxim al terme de Vilassar de Mar, una part de la qual és anterior al segle viii, amb nau rectangular, absis quadrat i portalada de mig punt.
- Torre de Can Vehils del segle xvi, amb una important torre de defensa, considerada Bé Cultural d'Interès Nacional.
- Ca n'Amat és una masia del segle xiv amb una torre de defensa que està declarada Bé Cultural d'Interès Nacional.
- Can Carbonell: segles xvi-xviii a prop del qual es troben les restes d'una vila romana.
- Can Vives és una masia del segle xvi.
- Mas de Baix, edificat el 1648, actualment seu d'un hotel.
- Castell de Can Jaumar, edificat per en Jaume Bofarull el 1923.

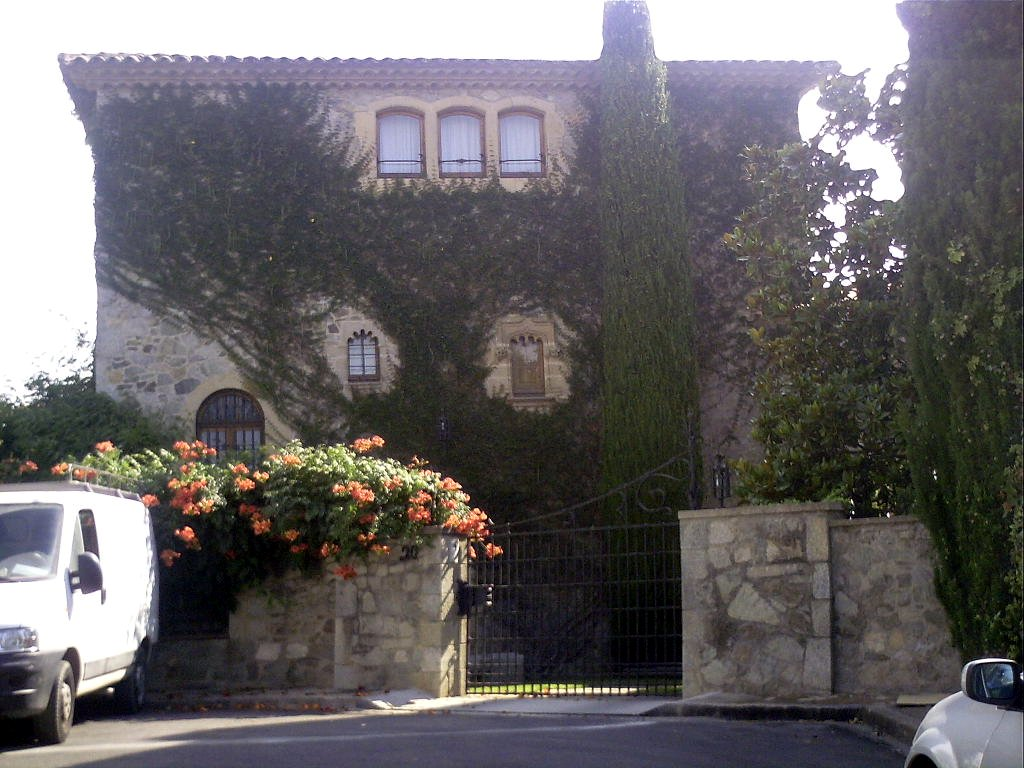
Masia de Ca n'Amat

## Geografia
- Llista de topònims de Cabrils (Orografia: muntanyes, serres, collades, indrets..; hidrografia: rius, fonts...; edificis: cases, masies, esglésies, etc).

## Flora
La vegetació de Cabrils és aparentment dominada per les pinedes de pi pinyer (Pinus pinea), que s'estenen als vessants saulonencs de la Serralada de Marina. No obstant això, no és estrany trobar-hi clapes de pinedes de pi blanc (Pinus halepensis) i alguna pineda de pinastre (Pinus pinaster). Totes aquestes pinedes són d'origen antròpic. De forma espontània i natural, l'alzinar apareix gairebé arreu, en els estrats inferiors d'aquestes pinedes. Es tracta d'un fenomen de substitució natural, atès que aquests alzinars són les comunitats pròpies del territori de Cabrils. En alguns sectors, creixents, aquests alzinars ja formen un bosc més o menys dens. En alguns sectors de pinedes degradades, o simplement de conreus recentment abandonats, les brolles silicícoles ocupen una petita part del territori. D'altra banda, la Riera de Cabrils seria el domini potencial de l'alocar, però la urbanització de la llera tan sols permet una presència fragmentada, escassa i ruderalitzada d'aquesta comunitat vegetal, substituïda generalment pel canyar. També hi ha cactus.

## Clima

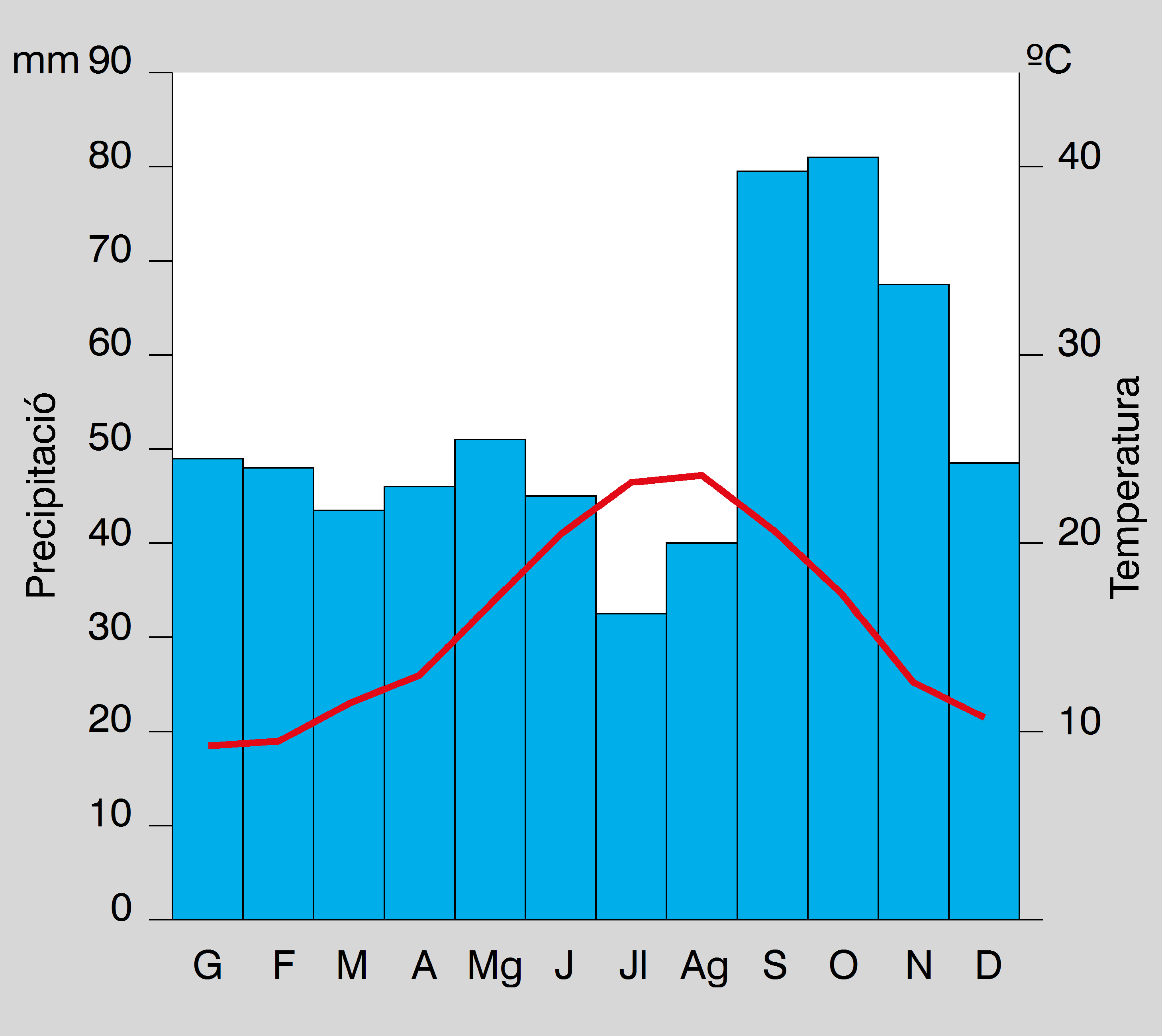
Diagrama ombrotèrmic de Cabrils

El clima de Cabrils és del tipus mediterrani, amb temperatures suaus a l'hivern i càlides a l'estiu, un règim de precipitacions irregular, amb un període de sequera als mesos de juliol i agost i un màxim de precipitació a la tardor, especialment als mesos de setembre i octubre. Les precipitacions de règim torrencial són freqüents a la tardor, havent assolit a vegades valors superiors a 150 mm en un sol dia (una quarta part de la precipitació mitjana anual). Els aiguats de 1996 van ser especialment greus.

## Demografia
| 1497 f | 1515 f | 1553 f | 1717 | 1787 | 1857 | 1877 | 1887 | 1900 | 1910 |
| ------ | ------ | ------ | ---- | ---- | ---- | ---- | ---- | ---- | ---- |
| -      | -      | 26     | -    | -    | 808  | 782  | 781  | 789  | 801  |

| 1920 | 1930 | 1940 | 1950 | 1960 | 1970 | 1981  | 1990  | 1992  | 1994  |
| ---- | ---- | ---- | ---- | ---- | ---- | ----- | ----- | ----- | ----- |
| 756  | 777  | 826  | 715  | 884  | 913  | 1.504 | 2.782 | 3.073 | 3.073 |

| 1996  | 1998  | 2000  | 2002  | 2004  | 2006  | 2008  | 2010  | 2012  | 2014  |
| ----- | ----- | ----- | ----- | ----- | ----- | ----- | ----- | ----- | ----- |
| 3.756 | 4.112 | 4.693 | 5.282 | 6.003 | 6.536 | 6.834 | 7.108 | 7.140 | 7.197 |

| 2016  | 2018  | 2020  | 2022  | 2024  | 2026 | 2028 | 2030 | 2032 | 2034 |
| ----- | ----- | ----- | ----- | ----- | ---- | ---- | ---- | ---- | ---- |
| 7.287 | 7.348 | 7.432 | 7.729 | 7.767 | -    | -    | -    | -    | -    |

## Economia
L'economia tradicional de Cabrils es basava en l'agricultura (tarongers i hortalisses). Actualment ja no hi ha taronges i els conreus hortícoles han anat també desapareixent, en benefici de les floricultura (clavells i roses especialment). Pel que fa a la indústria, la construcció és el sector econòmic més important. Des dels anys vuitanta el creixement de Cabrils ha estat notable fins a esdevenir una important població residencial. L'edificació d'urbanitzacions residencials ha canviat el paisatge del municipi tot augmentant la funció comercial i de serveis, sent el tercer municipi amb la renda per càpita més alta de Catalunya.
Els dimarts té lloc el mercat setmanal.

## Serveis i equipaments
- Biblioteca Pública de Cabrils
- Museu de Ca l'Arrà Municipal. Museu rural. Masia del segle viii. Obert des del 18 d'agost de 1984
- Museu-Arxiu de Cabrils, ubicat a Ca la Lluïsa
- Arboretum de Catalunya, mostra de tots els arbres autòctons de Catalunya
- Centre cívic La Fàbrica
- Camp municipal de futbol
- Piscines municipals
- Casal d'avis
- Institut de Recerca i Tecnologia Agroalimentàries (IRTA)

### Centres educatius
- Escola Bressol Germana Rosa Aymerich (Primer cicle)
- CEIP l'Olivera
- CEIP Mas Maria
- IES Cabrils

## Transport

### Carretera
Cabrils està comunicat per la carretera BV-5022 amb Vilassar de Mar, i amb Vilassar de Dalt.
L'autopista C-32, Corredor del Mediterrani, voreja el municipi, tot i que no hi té cap enllaç. Les sortides més properes són la 92 (a 3,5 quilòmetres) i la 95 (a 4,5 quilòmetres).

### Transport públic

#### Busos
Hi ha un servei d'autobusos (C-12) que fa el trajecte Vilassar de Mar - Cabrils cada 20 minuts els dies feiners i cada 1h entre cap de semana.. Exiteix també el servei (C-6) que fa el trajecte Cabrils - Vilassar de Dalt - Barcelona.

#### Trens
L'estació de ferrocarril més propera és la de Vilassar de Mar, a la línia R1 de Rodalies Barcelona (xarxa ferroviària integrada), (Hospitalet de Llobregat-Maçanet/Massanes) que es troba a 4 quilòmetres.
Per arribar a l'estació de ferrocarril de Vilassar de Mar, hi ha un servei d'autobusos (C-12) que fa el trajecte Vilassar de Mar - Cabrils cada 30 minuts els dies feiners.

## Política

### Llista d'alcaldes des de1979
| Alcaldes                                                           | Mandat      |
| ------------------------------------------------------------------ | ----------- |
| Pau Suari i Tolrà (A.E. Unió Electoral de Cabrils)                 | 1979 - 1983 |
| Pau Suari i Tolrà (A.E. Entesa de Cabrils)                         | 1983 - 1987 |
| Pau Suari i Tolrà (CiU)                                            | 1987 - 1991 |
| Pau Suari i Tolrà (CiU)                                            | 1991 - 1995 |
| Josep Grau i Casanovas (CiU)                                       | 1995 - 2001 |
| Joaquim Colomer Godàs(PSC)                                         | 2001 - 2005 |
| Manel Pérez García (CiU)                                           | 2005 - 2007 |
| Lina Morales Serra (CiU)                                           | 2007 - 2008 |
| Joaquim Colomer Godàs (PSC)                                        | 2008 - 2011 |
| Lina Morales Serra (CiU)                                           | 2011 - 2019 |
| Maite Viñals Clemente (Esquerra Republicana de Catalunya) (ERC-AM) | 2019 -      |